# Ісекай
Ісекай (яп. 異 世界, переклад «Інший світ» або «інакший світ») — японський піджанр фентезі та наукової фантастики поміж аніме, легких романів, манґи та відеоігор, де сюжет обертається навколо людини або групи, що потрапляють у інший світ. Це може бути, наприклад, світ фентезі, віртуальна реальність, паралельний всесвіт, інша планета, інший історичний час тощо, де вони мають адаптуватися та/або асимілюватися до нових для себе умов.
Концепція ісекай виникла у народних казках, таких як Урасіма Таро. Однак першими сучасними творами ісекай були роман Харуки Такачіхо «Воїн з іншого світу» та телесеріал Йошіюкі Томіно «Aura Battler Dunbine».

## Особливості
Сюжети ісекай можна розділити на два типи: перехід в інший світ (яп. 異世界転移, isekai ten'i) та перевтілення в іншому світі (яп. 異世界転生, isekai tensei).  Перший, коли головний герой переноситься в інший світ, був більш поширеним у ранніх творах. У той час як другий, де герой помирає у своєму початковому світі та реінкарнується в іншому або вселяється у вже існуюче тіло в іншому світі, став більш поширеним останнім часом.
Світ, куди потрапляє головний герой, може бути буквально новим світом, таким як альтернативна планета або паралельна реальність, новий світ для головного героя у історичній обстановці реального світу або вигаданий, де головний герой прокидається в книзі, фільмі чи відеогрі.

## Вплив на культуру
Жанр став настільки популярним в середині 2010-х років, що почав викликати негативну реакцію що в Японії, то і за кордоном: у багатьох споживачів склалося враження, що ісекай захопив більшу частину ринка манґи та аніме.
У 2016 році японський конкурс коротких оповідань, організований Bungaku Free Market і Shōsetsuka ni Narō для спеціалізованого журналу, оголосив, що не прийматиме заявок із ісекайними сюжетами взагалі. У 2017 році вже видавець Kadokawa Shoten також заборонив ісекай розповіді у власному літературному конкурсі.
У 2017 році Goo провів окреме опитування японців про їхні улюблені серіали ісекай. А у травні 2021 року Kadokawa оголосив, що в липні того ж року відкриє «Музей Ісекаю».